# Irsina
Irsina, do leta 1895 imenovana Montepeloso (v lokalnem narečju: Montepelòse ali Mondepelòse), je mesto, občina v provinci Matera v južnoitalijanski regiji Bazilikata.

## Pobratena mesta
- Sassuolo, Italija
- Sant'Angelo del Pesco, Italija